# Tipos de comunidades rurales
La siguiente lista con los diferentes tipos de comunidades rurales trata de abarcar todas las comunidades rurales.

## Comunidades académicas
Las comunidades académicas, son aquellas cuyos principal motor de empleo es la dedicada a las escuelas, college, universidades y laboratorios de investigación. Estas comunidades atraen a gente de otras regiones, lo que aporta nuevo capital humano al área.
Las instituciones académicas en áreas rurales, se parecen mucho a las empresas en el sentido de que el éxito económico de la comunidad depende del éxito de la institución. La diferencia con las empresas es que estas instituciones ofrecen trabajos de cualificación media-alta principalmente.

## Centros de consumo y comercio
El agua permite a los residentes del medio rural andar más lejos en menos tiempo para obtener bienes y servicios. Esto reduce la importancia de las tiendas locales según decrece la población rural. Cuando un centro comercial se establece en una localidad, ese municipio se convierte en sede del comercio para la región, a veces basta con la construcción de un Centro Comercial
Generalmente, los negocios en un localidad sede del comercio, excepto aquellos que compiten con un centro comercial, se benefician de la presencia de éste ya que los clientes van a pasar más tiempo en la localidad. Estos centros, sin embargo, van a cerrar comercios y empobrecer a los comercios locales de las localidades adyacentes.

## Centros gubernamentales
Las áreas rurales han consolidado el incremento de centros públicos, lo que resulta en un pequeño número de localidades que se convierten en sedes de actividades de gobiernos. Algunos ejemplos son prisiones o bases militares, pero también centros de administración electrónica o sin trabajo de cara al público, cuyo coste se reduce al implantarse en suelos baratos, se produce un incremento de la eficiencia y se mejoran servicios públicos dependientes o relacionados.
- Ejemplos: Lorton, Virginia; en:Quantico, Virginia

## Centros de retiro
En Norteamérica principalmente, existen localidades dedicadas al cuidado y alojamiento de personas mayores. Estos lugares brindan la posibilidad de encontrar residencias, centros de cuidados y ocio específicos para mayores, existencia de comercios especializados, etc. Además son lugares en los que se dispone de un hospital público o privado o la cercanía de un centro sanitario. La economía de escala en estos lugares disminuye los costes de las residencias al poder compartir servicios entre varias residencias para abastecer a las personas alojadas.
Muchos de los residentes han emigrado desde las ciudades y en muchos casos tienden a disfrutar de una mejor salud que la de los residentes locales, lo que crea una amplia variedad y riqueza a la hora de la sociabilización entre personas mayores.
- Ejemplos: en:Green Valley, Arizona; en:Heritage Village, Connecticut